# 異鰭食蚊魚
異鰭食蚊魚，為輻鰭魚綱鯉齒目鯉齒亞目花鳉科的其中一種，被IUCN列為易危保育類動物，分布於北美洲美國德州Clear溪源頭流域，體長可達5.4公分，棲息在植被生長的湧泉處，屬於肉食性，生活習性不明。

## 擴展閱讀
維基物種上的相關：異鰭食蚊魚